# Nesticus masudai
Nesticus masudai är en spindelart som beskrevs av Takeo Yaginuma 1979. Nesticus masudai ingår i släktet Nesticus och familjen grottspindlar. Inga underarter finns listade i Catalogue of Life.